# City National Tower
City National Tower ist der Name eines 213 Meter hohen Wolkenkratzers im Central Business District von Los Angeles. Das Gebäude hieß bis 2004 Bank of America Tower und wurde dann in City National Tower umbenannt. Es entstand nach Plänen des Architekten Albert C. Martin. Hauptnutzer des Bürogebäudes ist momentan die City National Bank selbst.
Der 52 Etagen hohe Wolkenkratzer, 1972 fertiggestellt, gehört zu den höchsten Wolkenkratzern in Los Angeles. Zusammen mit dem Paul Hastings Tower waren die schwarzen Zwillingstürme des City National Plaza, der bis 2005 ARCO Plaza hieß, das erste große Geschäftszentrum in der Innenstadt von Los Angeles. Es dominierte die Skyline der Stadt für mehr als 30 Jahre. Flankiert von Bunker Hill im Norden und dem Figueroa Financial Corridor im Süden ist es der Mittelpunkt des Central Business Districts.